# Luxemburg op het Eurovisiesongfestival 1981
Luxemburg nam deel aan het Eurovisiesongfestival 1981 in Dublin, Ierland. Het was de vijfentwintigste deelname van het land aan het Eurovisiesongfestival. De zanger Jean-Claude Pascal zong het lied C'est peut-être pas l'Amérique.

## Selectieprocedure
Net zoals een jaar eerder, werd in 1981 gekozen voor een interne selectie door de Luxemburgse nationale omroep. Er werd gekozen voor de zanger Jean-Claude Pascal, die het songfestival in 1961 al eens gewonnen had voor Luxemburg. Ditmaal trad hij aan met het lied C'est peut-être pas l'Amérique.

## In Dublin
Op het songfestival trad Luxemburg als vierde aan, na Duitsland en voor Israël. Op het einde van de puntentelling bleek dat het land op een elfde plaats was geëindigd met 41 punten. 
Nederland en België gaven geen punten aan deze inzending.

### Gekregen punten

#### Finale
| 12 punten            | 10 punten            | 8 punten             | 7 punten | 6 punten      |
| -------------------- | -------------------- | -------------------- | -------- | ------------- |
|                      | - Oostenrijk         |                      |          | - Zwitserland |
| 5 punten             | 4 punten             | 3 punten             | 2 punten | 1 punt        |
| - Duitsland - Zweden | - Finland - Portugal | - Frankrijk - Israël |          | - Spanje      |

### Punten gegeven door Luxemburg

#### Finale
Punten gegeven in de finale:
| 12 punten | Frankrijk           |
| 10 punten | Ierland             |
| 8 punten  | Zwitserland         |
| 7 punten  | Denemarken          |
| 6 punten  | Griekenland         |
| 5 punten  | Verenigd Koninkrijk |
| 4 punten  | Israël              |
| 3 punten  | Duitsland           |
| 2 punten  | Zweden              |
| 1 punt    | Turkije             |

1956 · 1957 · 1958 · 1959 · 1960 · 1961 · 1962 · 1963 · 1964 · 1965 · 1966 · 1967 · 1968 · 1969 · 1970 · 1971 · 1972 · 1973 · 1974 · 1975 · 1976 · 1977 · 1978 · 1979 · 1980 · 1981 · 1982 · 1983 · 1984 · 1985 · 1986 · 1987 · 1988 · 1989 · 1990 · 1991 · 1992 · 1993 · 1994-2023 · 2024 · 2025